# Battle Chess II: Chinese Chess
Battle Chess II: Chinese Chess è un videogioco strategico a turni creato dalla Interplay Productions nel 1990, basato sul gioco da tavolo cinese dello Xiangqi.
Il videogioco è un seguito di Battle Chess, un simulatore di partite a scacchi, noto per aver mostrato una grafica con personaggi animati. Infatti veniva mostrata un'ambientazione medievale con cavalieri, fanti, ecc. In questo secondo episodio rimane il tema medievale, ma gli stili non sono più europei, ma orientali.

## Modalità di gioco
Oltre alle possibilità del primo episodio, sono state implementate le opzioni di cambiare le regole del gioco e una miglioria all'intelligenza artificiale degli avversari controllati dal computer.